# Keita
Kéita o Keita es una localidad de Níger, situada en el departamento de Keita, en la región de Tahoua. 

## Administración
Kéita es una comuna urbana del departamento de Keita, en la región de Tahoua, en Níger. Es la capital de este departamento.

## Geografía
Kéita se ubica unos 60 km al sureste de Tahoua y a 420 km al noreste de Niamey, la capital del país.

## Población
La población de la comuna urbana se estimaba en 57.769 habitantes en 2011.